# FC 나사지 마잔다란

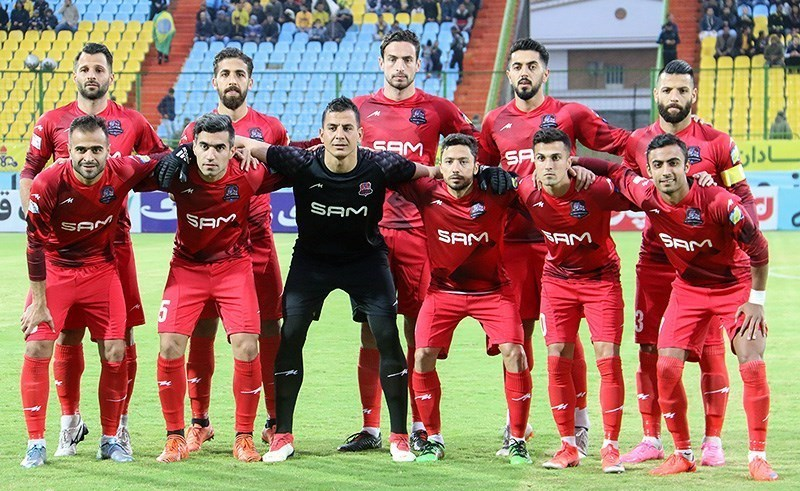

FC 나사지 마잔다란(페르시아어: باشگاه فوتبال نساجی مازندران)는 카엠샤흐르를 연고로 하는 이란의 축구단이다. 현재 페르시안 걸프 프로리그에 참가하고 있다.

## 선수 명단

### 현역
참고: FIFA 자격 규정에 따라 소속된 국가대표팀 국기를 표시합니다. 선수는 복수의 FIFA 비회원국 국적을 가지고 있을 수 있습니다.
| 번호 | 포지션 | 국적 | 이름 |
| ---- | ------ | ---- | ---- |

| 번호 | 포지션 | 국적 | 이름 |
| ---- | ------ | ---- | ---- |

## 역대 감독
| 감독              | 임기        |
| ----------------- | ----------- |
| 야흐야 골모함마디 | 2010 ~ 2011 |
| 사켓 엘하미       | 2017        |
| 자바드 네쿠남     | 2018 ~ 2019 |
| 사켓 엘하미       | 2021 ~ 2022 |
| 사켓 엘하미       | 2024 ~      |

## 같이 보기
- 페르시안 걸프 프로리그

틀:FC 나사지 마잔다란 선수 명단